# シバトラ
『シバトラ』は、講談社の『週刊少年マガジン』2007年2・3合併号から2009年46号まで連載されていた漫画作品。『サイコメトラーEIJI』や『クニミツの政』などを手がけた、安童夕馬（原作）・朝基まさし（作画）のタッグによる。
2008年7月にはフジテレビ系列でテレビドラマ化された。

## ストーリー
少年係に配属されることになった新米刑事の柴田竹虎は、中学生にしか見えない外見の持ち主。しかし、彼は剣道の達人でもあり、誰よりも正義感に厚く、心から非行少年の更生を信じている。そして実は彼には、「死が迫っている人」を知ることができる『死神の手』という超能力を持っていた。
さまざまな事情から犯罪に走ってしまった、あるいは巻き込まれてしまった青少年たちを助けるため、竹虎は時には学生に変装して学校に潜入するなどして彼らを救っていく。

## 登場人物

### 主要登場人物
柴田 竹虎（しばた たけとら）
主人公。22歳。高円寺警察署生活安全課少年係に勤務。警察官にもかかわらず、町でカツアゲに遭ったり他の警官に補導されるほどの童顔で、ヒゲも生えず、私服だとほぼ確実に中学生に間違われ、しまいには背の高い小学生で通用するとまで言われたこともある。またその童顔から女性警察官たちのアイドルとして可愛がられている。また、なぜかネコやウサギなどの小動物によく好かれる。学生に見られてしまう外見は本人もコンプレックスだと思っている。
子供のころはいじめられっ子であったが、後に始めた剣道で才能を開花し全日本大会の最年少王者となる。また、凶悪な犯人とやりあう際はこれを活かし棒状のもので相手の武器を持つ手を払ったり、ペン状のもので相手のみぞおちを突くなどして傷を負わせることなくねじ伏せている。過去に誤解から小次郎を倒しに来た際には木刀で彼の服と体を切り裂くという剣技を見せている。高校生の時にかつての親友であった仁木を殺してしまった過去から、青少年の更生を心から願っている。
ずっと刑事に憧れており、少年係への配属を望んでいた。その折に美月の事件を解決に導いた功績で千葉に引き抜かれ、生活安全課の所属となる。非行少年の更生を心から信じており、彼らを犯罪者として扱うことを好まない。
頭の回転が速く、高い洞察力と判断力を持っているため、優秀な刑事と他部署の刑事にも一目置かれている。
ドラマでは24歳で、かつて両親の離婚が原因で荒れていたが、ある刑事との触れ合いにより更生し、刑事を志した。刑事になってからは小次郎が店長を務めている古着店の2階に住んでいる。
竹虎の名前の由来は、実在する講談社の当時の編集者である。
藤木 小次郎（ふじき こじろう）
ストリートギャング"ヘルター・スケルター"の元リーダー。解散後は古着屋ショップの店長をしている。竹虎の良き相談相手であり、一声で100人以上を集めるほどの人脈を持っており、竹虎の事件解決に大きく貢献している。
竹虎とは中学生時代からの親友。竹虎に救ってもらったことがあり、また竹虎の秘密の能力を知っている。
過去に手下が彼の名前を騙って起こした事件から竹虎を本気で怒らせ、殺し合い寸前の喧嘩をしたことがある。
バイクを片腕で持ち上げる腕力を持つ。
ドラマでは32歳。竹虎の父親に世話になったことがあり、そのため彼の面倒を見ている。千葉とも知り合い。
宝生 美月（ほうしょう みづき）
元女子高生。年齢は17歳。身長166センチメートル。小次郎のショップでの万引きで捕まったのを機に、竹虎らと知り合いになる。当初は補導されたことを逆恨みして竹虎に数多くの嫌がらせをするが、次第に打ち解ける。
家庭内では、小学校時代に母親が男をつくって家を出て行ってしまったことで家庭崩壊し、元暴力団の父親に虐待されながら暮らしており、高校も父親の素行の悪さが原因で退学することになった。それでも男手一つで自分を育ててくれた父を慕い、殺人の罪をかぶってまで、その更生を願っていた。そして父が再度覚醒剤に手を出した際には父親を殺して自分も死のうとしたものの竹虎に止められる。
父が逮捕された後は竹虎の住まいに転がり込んでおり、一緒に暮らしている。竹虎の寝床によく乱入しており、竹虎が美月をどのような手段で隔離してもまったく効果がないため竹虎自身は少々困惑気味である。竹虎の弁当なども作っており、料理はかなり下手のようである。自称「トラちゃんの奥さん」で、竹虎が他の女の子と仲良くしているとすぐに嫉妬する。
特技は似顔絵。また演技力があるほか、人の嘘を見抜くのも得意。
原作の終盤において、ダイヤモンドシャドウによって一時的に失明させられるも、単行本最終巻で書き加えられた描写では、目を開けた美月が、隣で寝ている竹虎を見て「虎ちゃん」と呼んでいる。
ドラマでは本牧高校の2年生。義父（死んだ母親の再婚相手）の暴力に耐え続けていたが、その義父が自分と無理心中を図ろうとしたことで逮捕され親戚に引き取られる。その後も高校に潜入する竹虎の手助けをしたり、小次郎の店に訪れるなど、竹虎らと親交を深めていく。ドラマ中盤で、「義父は覚醒剤に手を出したことから暴力を振るうようになった」と竹虎たちに語っており、原作に忠実な部分も幾つかは存在する。
楠木 裕二（くすのき ゆうじ）
有名進学校・開皇高校で入学時から常に成績トップの優等生だったが、友であり恩人でもある朝倉をかばい、万引きで捕まり退学。その後、不良少年となり自販機狩りなどの悪事を繰り返していた。退学にさせられた恨みから校舎爆破、そして万引き（の冤罪）で自分を捕まえた新庄の殺害を目論む。初めは竹虎を口先だけの偽善者だと思っていたが、のちに最後まで自分のことを信じてくれた竹虎を信じるようになる。鑑別所送致処分を終えてからは、朝倉とともに家を出て竹虎の勧めた定時制高校に通っている。家族に、高級官僚の父親と、東大生の兄がいる。
持ち前の頭脳とパソコンの知識で竹虎の事件解決に一役買っている。また、朝倉と二人で中学受験に関するIT企業を立ち上げる。小次郎曰く「美月に惚れている」らしい。
初登場時は舌にピアスを着けていたが、鑑別所に送致された際に外されている（鑑別所から戻った後にピアスを外された舌を見せる描写がある）。
ドラマでは上記の冤罪による退学後本牧高校に編入し、鬼神の誘いに乗り校舎の爆破と引き換えに新庄に謝罪を要求する。竹虎の体をはった説得で改心するが、鬼神に全ての罪を着せられ爆死させられそうになる。
白豚 新介（はくと しんすけ）
小次郎のショップの店員。時給はわずか200円。よくミシンがけをしている。机に贅肉が乗るほど太っているため、美月や小次郎からは「白ブタ」と呼ばれている（ドラマにおいて「メタボ」とも呼ばれている）。小次郎ほどではないが、ケンカも強い。
メイド喫茶の一件から周囲からロリコンの疑いをかけられている。
ドラマでは23歳。凄腕のハッカーであり、警視庁のデータベースにハッキングした罪で懲役1年の実刑を受け出所したばかり。そのため相手が刑事と聞くと掴みかかる癖がついている。小次郎の店でアルバイトの傍ら菓子作りの修業をしているが、味は恐ろしく不味い。環に好意を抱いている。

### 高円寺署の警察官
鮎川 環（あゆかわ たまき）
生活安全課少年係に所属。連載当初は交通管理課所属だったが、後に希望だった少年係に転属する。竹虎に少し好意もあるようで、なにかとちょっかいを出したり、竹虎を気づかって明るく話しかけたりする。嫌味で陰険な面がある新庄を嫌っており、刑事としての未熟さから彼が正論を言っていても解らず、それを竹虎に反論される場面もある。竹虎とは同期。
千葉 さくら（ちば さくら）
生活安全課少年係係長。美月の事件解決に貢献した竹虎に注目して少年係に引き抜くが、彼の仕事に対する評価はまだ期待と不安が入り混じった状態で、はっきりとは定まっていない様子。ややキツい物腰からか他の女性署員たちからはあまり評判が良くないらしく、名前をもじって「ウバザクラ」と陰口を言われているが、本人は気付いていない。竹虎の父親は恩師だった。
ドラマでは40歳。妹を当時未成年だった何者かに殺され、それにより少年犯罪を憎んでいる。
新庄 徹（しんじょう とおる）
少年係刑事。おかっぱ頭に眼鏡が特徴。竹虎の指導係。甘い竹虎のことを嫌いつつも、彼のやり方をある程度は認めている部分もある（有効な場合もある思っている程度）。父親は早くに亡くなっている。母親が個人商店を経営していたが、万引きに泣かされていた。
嫌味で陰険な部分もあるが、刑事としての正義感および責任感は強い。いい意味でも悪い意味でも論理的なタイプであり、物事を冷静かつ合理的に判断する能力があるが、その反面で頭でっかちになりがちな面がある。捜査一課を希望している。自分と同じ境遇の人間を思いやる気持ちが強い分、加害者側に厳しい。特に世の中に甘えた少年犯罪者が大嫌いであり、自分が万引き（冤罪）で捕まえて破滅させた楠木に対して、彼だけでなく彼の家族も同罪で一緒に破滅しても構わないと捉えられる発言をしている。そのために彼に命を狙われた際、わざと取り返しのつかないところまで彼を誘導しようとした。日影に対しては、先入観から強い義憤を露にしている。だが、楠木に対しては更生して真面目に生きていると信用するようになり、彼が事件の容疑者になった際に弁護している。町田が自首して来た時は、彼女の竹虎への感謝と信頼が籠められた言葉を聞いて、とても嬉しそうな顔を浮かべている。
ドラマでは32歳。関西弁でしゃべっており、原作との相違が目立つ。原作同様クールだが女好きで、いつも合コンに参加している。
高倉 夏彦（たかくら なつひこ）
少年係刑事。七三分けで眼鏡が特徴の中年男性。温厚な性格だが、刑事としての厳しさも持っている。一時期刑事課に移動して捜査一課に所属していたことがある。弁護士の久間はそのころからの知人。竹虎の父親とは親友だった。

### 高円寺第八中学校3年B組出身者
河東 学人（かとう がくと）
一見ありふれた不良少年だが、非常に優秀な頭脳の持ち主。男の元を転々とする母親からネグレクトを受けている。サイバー強盗団の首領"鬼神"となりクラスメートを使って強盗を繰り返していたが、竹虎に罪を暴かれた後心を開く。逮捕後は少年刑務所に送られたが、高いIQと模範的な態度ゆえ短期間で出所、服役中近所からの誹謗中傷を受けた母親に住んでいたアパートを引き払われてしまったため、出所後は武良のアパートで暮らす。
出所後は楠木の下で働き彼をも凌ぐPCスキルを会得。ネットを駆使して音信不通だった母親を見つけ出し、その際の母親との衝突から竹虎の父・影虎を爆殺した犯人・日影明彦を自分の実父であると誤解、日影の元を訪ねた際誤って彼を死なせてしまう。心理的に追い詰められた末に殺人をも正当化する非情な性格へと変貌し、かつて日影が行っていた巨大少年犯罪組織の運営を計画、シャドウ商事を結成しその首領・ダイヤモンドシャドウとして暗躍する。
竹虎に正体を突き止められた際、無茶苦茶な理屈で彼を翻弄した挙句、自分を殺すように挑発する。その後、武良に拳銃で撃たれようとしたところを竹虎に庇われ、怪我をした竹虎の助けを必死に武良に頼んでいる。
武良 広海（むら ひろみ）
高円寺第八中学校3年B組でリーダー的存在だった少年。卒業後はリカと同じ高校に進学。年齢に見合わない異様な落ち着きを放ちながらも、キレると何をするか分からない凶暴性と小次郎とも互角に渡り合う戦闘能力を併せ持つ、不思議な少年。何を考えているのか分からない一面もあるが、常に自分の中の正義を行動原理とする強さを持つ。親の仕事の都合で転校を繰り返しているため、気の置けない信じあえる仲間との生活を望んでいる。
町田 リカ（まちだ リカ）
高円寺第八中学校の3年B組の生徒。自称、“リカちゃん人形のリカちゃん”。転校生としてやってきた竹虎に好意を抱いている。シンナー常用者で、そのため歯が溶けてボロボロになっている。舌っ足らずな喋り方が特徴。実践空手を習得しており、並の男よりも強い。過去に母の再婚相手（義父）から性的虐待を受けており、母は男に逃げられたくない思いからその行為を黙認し、娘を犠牲にしていた。
その後、武良と同じ高校に進学。覚醒剤を使用しており、暴力団の斡旋業に利用されていた。その後、暴力団に竹虎とともに拉致されるも無事生還、一時入院した後高円寺署に自首し、裁判の時に母と和解し鑑別所へ。
出所後、自身が覚醒剤を教えた友人たちの元をまわり薬から足を洗わせていたが、そのうちの一人がシャドウ商事の末端となっていることを知り、友人に成りすまして潜入を図る。しかし素性を知られて拘束され、友人共々覚醒剤を大量に投与され中毒死した。
なお、彼女を殺害したプラチナシャドウのナオトとハルナはダイヤモンドシャドウこと河東が罪悪感から逃れるために手下に殺害させている。
金子（かねこ）
高円寺第八中学校の3年B組の生徒。いじめを行っていたが、その制裁で転校してきた武良にボコボコにされ、半年間不登校だった。竹虎の秘策、鬼神メールによって、クラスの修学旅行に参加。武良への遺恨がなかなか消えずにいたが、"バケツリレー"で心を開いた。その後、負傷した竹虎の輸血のために病院に訪れている。
毛利（もうり）
高円寺第八中学校の3年B組の生徒。武良が転校してくる前まで、金子に油性ペンや安全ピンで、腕に刺青を彫られるなどのいじめを受けていた。
卒業後は武良や町田と同じ高校に進学する。しかしシャドウ商事に入り、ダイヤモンドシャドウの身代わりとして警察に逮捕される。
太刀川 香苗（たちかわ かなえ）
高円寺第八中学校の養護教諭。おかっぱ頭。口調はやや鋭い。
高円寺第八中学校3年B組の前々担任（仮称）
問題児の多いクラスを統率し、また生徒のよき相談役であった。そのため多くの生徒に慕われていたが、当人は生徒の起こす問題でひどくストレスが溜まっていた。その発散として、学校を依願退職し生徒に見送られた日の放課後、黒板に（簡単に消えないように）クレヨンで各生徒の相談の内容を暴露する。その内容は生徒が互いに不信感を覚えさせるものだった。そして翌日、生徒がそれを発見してからクラスは崩壊してしまい、河東は上記の犯罪に走った。
前担任は3か月で辞め、そのあとは無担任状態となった。彼の行動は武良ですら引いていた。

### その他
柴田 景虎（しばた かげとら）
竹虎の父親。警察官として竹虎と同様の理想の下、少年たちの更生に力を尽くしていたが、竹虎が幼いころ、当時巨大少年犯罪組織の首領的存在であった日影明彦によって、西崎の娘・千春もろとも爆殺された。
剣道の世界では「牛若丸」と呼ばれた使い手だったらしい。
ドラマでは会話で登場するのみだが、名前が柴田正臣に変更されている。
仁木（にき）
竹虎の道場での同門だった少年。非行に走り道場を辞め、竹虎の高校時代ヘルメットをかぶったまま竹虎の高校を襲撃、応戦した竹虎に誤って折れた竹刀での突きを喉に受け死亡してしまう。
氏家 (うじいえ)
元警察官で少年剣道道場で師範をしている。父親の代からの付き合いであり、竹虎にとって剣道の才能を開花するきっかけを与えてくれた恩師である。保護司もしている。
元木 雄助 (もとき ゆうすけ)
学校に通っていれば高一という年齢の不良少年。傷害事件を五回起こして氏家が保護司をすることになった。かなり高い剣道の才能を持っており、竹虎と出会い、彼の自分の才能を認めてくれた言葉から本気で剣道を始めるようになる。
竹虎が瀕死の重傷を負った際に輸血しにやって来た。
森沢 秋美（もりさわ あけみ）
竹虎、小次郎の中学時代のクラスメートでクラス委員。正義感が強く、不良に絡まれる竹虎をかばっていた。小次郎のことを好いていた。
東郷 十三 (とうごう じゅうぞう)
竹虎、小次郎の中学時代からの友人。あだ名は名前と外見から「ゴルゴ」。過去に小次郎に前歯4本折られた怨みから50人くらいの人数で彼を襲撃し、それを助けに来た竹虎と小次郎が仲良くなるきっかけを作った人物である。
現在は信用金庫に勤める真面目かつ善良なサラリーマン。古着屋の常連として小次郎や上記の過去で自分を倒した竹虎とも良好な関係を築いている。竹虎が瀕死の重傷を負った際に助けに来た。
朝倉 茂樹（あさくら しげき）
楠木とは小学校からの友人。小学生のときは成績優秀で力も強い番長格で、彼と一緒に進学校に進むが、成績が思うように伸びないことに悩み、そのストレスから万引きをするようになる。その後、自分をかばって捕まった楠木を思い反省。そして退学し、楠木と一緒に定時制高校に通う。万引きの償いをするため、お金を稼いで店に返そうと努力している。
河東の母（仮称）
ホストであった河東の実父との間に何度も子供をもうけては中絶させられる生活を繰り返しており、河東の父が飲酒運転による人身事故で逮捕されたことをきっかけに河東を出産。その後は現在に至るまで男の元を転々とする生活を繰り返しており、河東を育児放棄するに至る。
久間 吾郎（くま ごろう）
テレビに出るほどの有名弁護士だったが、後継ぎだった息子・司が買春斡旋などの罪で逮捕されたのをきっかけに第一線から退く。リカも関与していた覚醒剤密売事件では、少年係の手伝いをしていた。
西崎 (にしざき)
階級は警部補。小次郎の髪を黒くして不精髭を生やしたような外見をした男性。推定年齢43歳前後。シャドウ商事事件の際、合同捜査のため警視庁から来た有能な捜査官。犯罪心理と子供の行動分析のスペシャリスト。昔、大学を出た後に3年ほど、高円寺署の刑事課に在籍していた。そのため、千葉や高倉とは昔馴染み。竹虎の父親とは剣道を通して知り合い、家族ぐるみで付き合う親友同士だった。だが、日影によって竹虎の父親と自身の娘を殺されてからは音信不通だったようで竹虎には憶えられていない。本人も当初は竹虎に気付いていなかったようである。日影に対して憎悪を抱いていたが、彼の仕事振りを見てからは比較的に穏やかな感情を抱いていたようである。
津間蕗 明彦（つまぶき あきひこ）
高円寺郊外で事務所を営む弁護士。重い少年事件を積極的に担当、被告少年には罪を最大限軽くした上で誠意をもって反省を促し、出所後には社会復帰の後押しをするなど道を踏み外した少年の更生に力を尽くしている。
旧姓は日影（ひかげ）であり、17歳の時は楠木と同じ開徨高校トップという優等生だったが、影では巨大少年犯罪組織を率いており、組織の全容をつかみかけていた竹虎の父・影虎の家に爆弾を投げ込み殺害した犯人でもある。逮捕後は少年刑務所を出所して大検を受けた後、東大の法学部に2年遅れで入学し在学中に司法試験に合格、司法修習生時代に知り合った女性と結婚して姓を変え現在に至る。
自分と共通した過去を歩んできたことから自分を父親と誤解した河東に接触され、ゆすりと誤解したことから冷たく突き放した結果、逆上した河東から暴行を受け不幸にも死亡してしまう。その後は河東によって現場近くの雑木林に埋められた。
自分の過去を悔い、改心して懸命に生きていたが、その過去が切っ掛けで命を落とすという因果応報という末路となった。
佐藤 めぐみ
高円寺女子学院2年B組に所属する女子高生。16歳。竹虎の刑事初仕事の際、学校をサボってパチンコをしていたところを新庄に補導されようとしたが、竹虎に庇われ、見逃してもらった。それを恩義に思って更生し、真面目に学校に通っている。
生野 弥生（いくの やよい）
普通の女子高生という外見と性格の少女だが薬物中毒者である。洋服屋で貰った飴に混入された覚醒剤で薬物中毒にされてしまったという完全な被害者。覚醒剤のせいでかなりやつれている。町田リカから覚醒剤を買っていた。
久間弁護士の的確なカウンセリングで立ち直って学校に戻ることが出来た。
パオ
町田リカを覚醒剤の売人をして使っている暴力団事務所の一員。片言の日本語で話す浅黒い肌で長い黒髪が特徴の外国人男性。リカ曰く人を殺すことに抵抗が無い性格らしい。ワイヤーを発射して電撃を流す拳銃タイプのスタンガンを使う。作中で唯一、正面から竹虎を倒した人物だが、小次郎と白豚に仲間たちごと呆気なく倒される。
小泉 順一郎（こいずみ じゅんいちろう）
環の少年課初出勤で担当した中学生。飲酒で補導された太めの体型の少年。両親にほっとかれている寂しさから偽名を名乗ったり、環のアパートに忍び込んだりして彼女を弄って遊んでいる。叱りつつも自分の相手をしてくれる彼女に心を開くようになる。
父親は（株）小泉チルドレンという子供服メーカーの経営者「小泉順也」、母親は子供服デザイナー「小泉美恵子」。経営難から息子を刺して一家心中をしようとした。順一郎は包丁がポケットに入っていた環の家の鍵のおかげで急所を避けたところを竹虎に助けられた。その後は祖父母に引き取られた。
橋本 早紀（はしもと さき）
シャドウ商事の捜査がきっかけで出会った美少女。SNSで白豚が加入している一人旅のコミュニティを主催している。だが、本人は兄「康介」が運転するバイクに二人乗りしている最中に起きた交通事故で右手以外不随になっており、ネットで集めた画像や兄が撮った写真を使ってコミュニティの人間を誤魔化している。厳しいリハビリと不自由な日々の中、コミュニティを唯一の心の支えにしている。楠木や竹虎に突き止められたことからコミュニティを止めようとしたが、竹虎たちの説得で嘘が本当に変わるまで誤魔化すことを継続することを選ぶ。事故のことで兄を一切恨んでいないという優しい心の持ち主であり、兄も非行と縁の無い善良な青年である。竹虎が瀕死になった際に輸血をしに兄と一緒に登場した。

### 各事件および編毎の登場人物

#### 少女買春事件での登場人物
八木 由梨亜（やぎ ゆりあ）
小学6年生の女の子。発育が良く、化粧をすると高校生ぐらいの年頃に見せることができる。母親の誕生日プレゼントに靴を買うために、年齢を偽って「メアリー」の名でメイド喫茶でバイトしていた。そして久間司の紹介で、朽網のマンションに出向き、そこで暴行されそうになり、抵抗した拍子に朽網が由梨亜の服を切るために持っていた鋏が刺さってしまう。その後、身を潜めていたネットカフェで朽網の死を知り、久間に教唆され自殺を図るも、白豚に救われる。
久間 司（くま つかさ）
法科大学院生。父・吾郎のあとを継いで弁護士を目指す傍ら、輪島が営むメイド喫茶に中学生以下の少女を斡旋していた。さらに数人の会員に少女を買春のために紹介していた。頭脳は明晰で、動揺もあまり表に出さない。エンジェルの証言で逮捕された後も、いざとなれば父親が助けてくれると高をくくり黙秘を続けていた。しかし、高円寺署に出向き全てを察知した父親に鉄拳制裁を受け勘当されそうになり、すべてを自供した。
輪島 秀一（わじま しゅういち）
メイド喫茶「リトルMyメイド」を経営していた。本人の良識を信じるという名目で履歴書を取らず、中学生以下の少女も雇っていた。生え際が後退している。久間司の共犯として逮捕される。
朽網 五郎（くさみ ごろう）
表向きは患者想いの名医で「赤ヒゲ先生」と慕われていた。しかし本性は重度のロリコンで、アトリエとして所有しているマンションの一室で久間に紹介された少女の裸の絵を描き、特に気に入った子は暴行に及んでいた。由梨亜にも暴行しようとしたが、抵抗された際に持っていた鋏が刺さり死亡。久間らの逮捕で本性が判明し、赤ヒゲならぬ「青ヒゲ」と報道された。
息子は医者を目指し、医大に通っていた。
田辺 美香絵（たなべ みかえ）
私立女子高校の三年生。童顔でかなり小柄な体格。名前を天使ミカエルに引っ掛けて「エンジェル」という通称を持つ。表向きは真面目で大人しい女子高生だが、内心は愚かな両親や、自分の境遇に嫌気が指していた。その日ごろの鬱憤を晴らすために、小学生のフリをして援助交際を繰り返していたときに久間司と知り合い、父親の経営する塾に通う少女を久間に斡旋していた。罪を暴かれた際に逆ギレして、その場にいた美月に殴られて説教された。

#### 少年刑務所編の登場人物
ホウイチ
竹虎が潜入した房のリーダー格。18歳。罪状は自分の母親と肉体関係にあった友人の性器を切断したことによる傷害罪。その際に自分も左の耳たぶの一部を食いちぎられている（「ホウイチ」というあだ名もそれが由来）。
ガリレオ
元大学生の19歳。年下の男の子が好きで、男子中学生に対する強姦致死により収監されている。
アイス
覚醒剤中毒者である長身の少年。16歳。「アイス」とは「冷たいもの」という覚醒剤の俗語から。
ネズミ
物静かで小柄な少年。17歳。本名は「末次利男」。別件で逮捕されて収監されたが、振り込め詐欺団のリーダーで「CEO」と呼ばれている。学校の便所で出産されて捨てられたという生まれであり、それを児童養護施設の心無い大人に蔑まれたりしたことから、大人に対して強い不信感と嫌悪感を抱いている。
島田 トメ
駄菓子屋「たんぽぽ屋」を経営している老女。目が悪いが、合気道の達人である。振り込め詐欺の被害に遭ったことがある。保護観察処分になった少年をボランティアで面倒を見ている保護司でもあり、沢山の少年たちを更生させてきた。
ヨシキ
振り込め団のメンバー。額に骨という文字を入れた長髪で痩せぎすの少年。ボスである末次を裏切って仲間を率いて襲いかかって来たが、竹虎に返り討ちに遭う。

#### ガソリン男事件編の登場人物
丸山 秀文（まるやま ひでふみ）
楠木や朝倉と同じ開徨高校に通っていたが、インターネットによる成績不振から不登校になる。
そのため性格は劣等コンプレックスと被害妄想が激しく卑屈で、その癖に虚栄心が強く、進学校で落ちこぼれた癖自分を『逸材』『神経質だから力を発揮できない』と夢想したり、朝倉を『お情けで合格』と無理やりさげすんだりして自分を守っている。自分が落ちこぼれであることをすべて親や社会に責任転嫁し、ひそかにガソリンを集め、それを用いて社会に復讐する自分を夢想することで現実逃避を繰り返していた。
半年後、学校から退学するようにという申し出が来てヤケになりガソリンで大量の人を焼死させようと目論むがある日ふとしたことで知り合った美月に会う。逆恨みから美月を焼死させようとするも誤って朝倉に背中全体の大ヤケドを負わせてしまう。その後ネット上で「ガソリン男」というあだ名をつけられる。その「ガソリン男」のネット上の扱いを見て、頭が冷えて自分を省みて自分の非に気付き、頭髪を剃って自分の体に「愚か者」という字を書いて朝倉の火傷を始めとした騒動を止めることを決意する。数日後、テレビ局に電話し、かつて楠木たちと出会ったコンビニの前に呼び寄せ大勢のマスコミや野次馬の前で焼身自殺を図かるも竹虎によって止められる。鑑別所に送られたが、非常に反省した態度を取っている様子である。
作中で唯一、自分で過ちに気付き、勇気を出して行動した結果、自らが変わるきっかけを手に入れた人物である。
里沙（りさ）
無責任な野次馬に物を投げつけられている丸山を庇うために飛び出した4人の一人である女子高生。後日、その時に見た竹虎に相談を持ちかけようと高円寺署に行ったが、中に入る勇気が持てなかった。以前、クラスメイトを扇動していじめを楽しんでいたが、それが原因でクラスメイトに嫌われて孤立し不登校になった。リストカットを繰り返している。助けを必要としていることに気付き、同級生を装って自分に会いに来た竹虎に背中を押されて学校に復帰した。

#### 女子高生連続殺人事件編の登場人物
名波 友絵（ななみ ともえ）
女性であることを利用し、友人である青山流香と一緒に盗撮を行い、その画像をネット経由で販売していた女子高生。自分たちも中年男性に盗撮された際に竹虎に助けられたのが出会い。竹虎の説得で盗撮画像販売を止めることを決意したが、ネットカフェの店員である男性二人に脅迫され、盗撮をネタに彼らに売春を強要される。そこを竹虎に助けられる。
殺された旧友が犯人と一緒にいたところを撮影したことが原因で、流香を殺され、自身も命を狙われることとなる。犯人に拉致され、暴行を受けたが、竹虎と小次郎に救われる。
命を狙われた恐怖と流香に対する罪悪感でPTSDに苦しんだが、竹虎に説得されて迎えに来た同級生たちと一緒に学校に復帰する。盗撮販売の方法は後に登場するシャドウ商事に教わった。竹虎が瀕死になった際、輸血に現れた。
青山 流香（あおやま るか）
友人である名波友絵と一緒に盗撮を行っていた女子高生。長い黒髪の少女。自分たちも中年男性に盗撮された際に竹虎に助けられたのが出会い。その際、逆ギレして襲いかかって来た犯人を倒した竹虎の立ち回りを見て、彼に惚れる。そのため、竹虎の説得を素直に聞いて改心し、更生しようとした。
殺された女子高生が友絵の友人であり、援助交際目的で一緒にいた男性の存在を竹虎に電話で教える。その直後、コンビニに行く途中に犯人の車に轢かれて拉致される。その後、性的暴行を受けた後に殺害され、死体で発見される。
当初、母親の影響で三高の男を理想としていた。そのため、竹虎への初対面での評価は低かった。
ヒデ、シュンスケ
友絵と流香が盗撮画像を保存および販売に利用していたネットカフェの店員。ヒデは肥満体型の男性、シュンスケは腕にビッシリと刺青を入れた細身の男性。友絵たちの盗撮販売に気付き、それをネタに売春を強要しようとした。
友絵たちを助けに来た竹虎に倒され、彼女らに相手をさせるために呼んだ覆面で顔を隠した10人の男性と一緒に逮捕される。
斎藤（さいとう）
高円寺署に勤める中途採用されたばかりのサイバー捜査官。下の名前は不明。生え際の後退した髪型の中年男性。SM趣味がある。自分の名字が入ったTシャツを持っている。変装をして援助交際をやっており、動機は不明だが、友絵の旧友「めぐみ」を殺害し、自分と彼女がいるところを目撃した流香を殺害した。己の職務を利用することで捜査本部の情報を入手し、隙を突き、変装して友絵を拉致し、殺す前に彼女を乱暴しようとしたところを小次郎と竹虎に捕まった。
高円寺署に勤めるサイバー捜査官は彼の他に1人いたが、斉藤と近い年代の中年男性であり、周囲に白い目で見られて退職した。

## 用語解説
死神の手（しにがみのて）
竹虎曰く「人を死の世界へ引き込む」手。竹虎は過去に小次郎を助けたことで臨死体験をして以降これが"視える"という特殊能力を持った。
ドラマでは視えるときに竹虎の瞳が少し変化する。
ヘルター・スケルター
かつて小次郎がリーダーを務めていたストリートギャング。現在でも小次郎の影響力は強く、彼が声をかけるとすぐに人が集まる。
鬼神（おにがみ）
中高生を脅迫しATM強盗や暴行事件を起こさせていた謎の人物。
ドラマでは設定がやや変更され、終盤およびスペシャルの主軸となっている。
シャドウ商事
ネットを介し少年たちを犯罪に誘い込む組織。ボスは「ダイヤモンドシャドウ」、幹部は「プラチナシャドウ」といったような階級が定められており、こなした「仕事」の度合いにより格が上がる。

## 単行本
少年マガジンKC
1. 2007年5月17日刊行 ISBN 978-4-06-363834-9
2. 2007年7月17日刊行 ISBN 978-4-06-363859-2
3. 2007年9月14日刊行 ISBN 978-4-06-363894-3
4. 2007年11月16日刊行 ISBN 978-4-06-363918-6
5. 2008年2月15日刊行 ISBN 978-4-06-363953-7
6. 2008年5月16日刊行 ISBN 978-4-06-363988-9
7. 2008年7月17日刊行 ISBN 978-4-06-384013-1
8. 2008年9月17日刊行 ISBN 978-4-06-384044-5
9. 2008年11月17日刊行 ISBN 978-4-06-384068-1
10. 2009年1月16日刊行 ISBN 978-4-06-384088-9
11. 2009年3月17日刊行 ISBN 978-4-06-384113-8
12. 2009年5月15日刊行 ISBN 978-4-06-384138-1
13. 2009年7月17日刊行 ISBN 978-4-06-384161-9
14. 2009年9月17日刊行 ISBN 978-4-06-384192-3
15. 2009年11月17日刊行 ISBN 978-4-06-384213-5

## テレビドラマ

### 概要
『シバトラ〜童顔刑事・柴田竹虎〜』（シバトラ どうがんけいじ しばた たけとら）のタイトルで、2008年7月から9月までフジテレビで毎週火曜日21:00 - 21:54に放送された。
主人公・柴田竹虎を演じる小池徹平にとっては、これが自身初の連続ドラマ主演となる。
真矢みきは前番組の『絶対彼氏～完全無欠の恋人ロボット～』に2クール続けて同枠の出演となった。
潜入捜査を使っての作風であり、なおかつ事件の複雑化で1話では解決出来ないため、1エピソードに付き2 - 4話構成となっている。フジテレビ制作の刑事ドラマでその手法で放送されるのは「ザ・スクールコップ」以来20年ぶり。
ドラマ版のキャッチコピーは「コイツは 危険な 童顔刑事」。
ドラマの終盤では、原作を生かしたドラマ独自のストーリーとなっている。それにともない、登場人物の設定が原作と一部変更されている。
2009年5月9日に『土曜プレミアム』枠で「シバトラ〜童顔刑事!史上最大の危機スペシャル〜」のタイトルによる2時間のスペシャルドラマが放送された。最終話から半年後の設定。
2010年5月22日にシバトラスペシャル2「シバトラ〜さらば、童顔刑事スペシャル〜」が放送された。

### キャスト
柴田竹虎（24） - 小池徹平
横浜本牧みなと警察署本牧桜木交番勤務⇒横浜みなみ署生活安全課少年係に転属・童顔刑事巡査（SP2で少年犯罪特殊捜査班に移動）。
宝生美月（16） - 大後寿々花
本牧高校2年B組
藤木小次郎（32） - 藤木直人
ヘルタースケルターの初代ヘッド・古着店「SABBATH SABBATH」オーナー。
白豚（23） - 塚地武雅（ドランクドラゴン）
パティシエを目指す元ハッカー。原作にはあった下の名前が抹消された。環に惚れている。
千葉さくら（40） - 真矢みき
横浜みなみ署生活安全課少年係係長・司法警察員警部補⇒箱根署（潜入捜査の責任を取り最終話にて）。スペシャル1では再発した鬼神事件の指揮のため横浜に戻る。
警察の仲間たちからは、「要注意人物」と噂されている。
新庄徹（32） - 宮川大輔
横浜みなみ署生活安全課少年係・巡査部長。関西弁でしゃべっており合コン好きであるなど、原作ほど堅物ではない。
鮎川環（23） - 南明奈
横浜みなみ署交通課・巡査。スペシャル版では生活安全課少年係に転属。
南原貫太郎（27） - 内田滋
横浜みなみ署生活安全課少年係・巡査長。
宇崎亨（20） - 聡太郎
ヘルタースケルターの現ヘッド。
真鍋夕菜（23） - 松田珠希
横浜みなみ署交通課・巡査。
宮城芽衣（24） - 近野成美
横浜みなみ署交通課・巡査。
落合建夫（24） - 橋爪遼
第5話から登場。竹虎のかつての友人。18歳のときに竹虎の父とゆりを殺害し、半年前に出所したが、再び犯罪に手を染めている。ドラマ終盤で、「本物の鬼神」により殺されてしまう。
楠木裕二（17） - 川野直輝
本牧高校2年B組。
河東学人（17） - 大東駿介
本牧高校2年B組⇒音羽ヶ丘少年刑務所・服役囚。原作とは違い、「鬼神の名を騙った模倣犯」であることが終盤で判明。
金沢岳（16） - 三浦涼介
本牧高校2年B組。
町田リカ（17） - 末永遥
本牧高校2年B組。
武良広海（17） - 鈴木亮平
本牧高校2年B組。
毛利文明（17） - 倉貫匡弘
本牧高校2年B組。
木下満男（38） - 今田耕司
横浜本牧みなと警察署巡査部長・竹虎の先輩警官で、元似顔絵捜査官。

### ゲスト
- 第1話
  - 宝生光彦 - 近江谷太朗（10話にも登場）
美月の義父。
  - 池谷 昇 - 椿隆之
宇崎派とは別のヘルタースケルター。
  - 浦沢 - 八神蓮
竹虎をカツアゲしていたヤンキー。池谷派ヘルタースケルターのメンバー。
  - 水元 - 西山宗佑
竹虎をカツアゲしていたヤンキー。池谷派ヘルタースケルターのメンバー。
  - 高木 - 山根和馬
池谷派ヘルタースケルターのメンバー。
  - ルミ - 波瑠
マンションの一室に居た少女。
- 第1話 - 4話
  - 暴力団を取り締まる刑事・熊田 - 高橋努<第2話>
  - 溝口 - 唐渡亮<第3話>
本牧高校元教師。武良にボクシングを教えていた。
  - 2年B組担任 - 鈴木拓（ドランクドラゴン）<第1・2・4話>
- 第5話
  - 八木由梨亜〔メアリー〕（12） - 小池彩夢
  - 由梨亜の父親 - 河野洋一郎
  - 由梨亜の母親 - 高久ちぐさ
  - 熊川興業の男 - 平賀雅臣
落合建夫の親戚。
  - 八木由梨亜の絵を描いていた男 - 天現寺竜
  - 刑事 - 坂本三成
  - 刑事 - 伊藤圭
  - アナウンサー - 川野良子（フジテレビアナウンサー）
落合が八木由梨亜に見せた携帯電話のテレビに映っていたニュースを読んでいた。
- 第5話 - 第6話
  - 千葉ゆり - 原田佳奈
小次郎の恋人で、さくらの妹。落合が小次郎たちに拳銃を発砲しようとしているのを目撃、それを阻止しようとして撃たれ亡くなった。
最終話で、小次郎の口から「古着屋をやることが夢だった」ということが判明する。
  - 生島透子（18） - 志田菜々子
失踪した女性。落合と岩城に拉致され監禁されるが白豚に救出された。
  - 岩城 - 青木伸輔
メイド喫茶「Silky Castle」の店長。落合の知り合い。
- 第7話
  - 生野弥生（17） - 大平奈津美
  - 宍戸 - 弓削智久
サティスファクション店長。
- 第7話 - 第8話
  - 金井正紀 - 木幡竜
ニコニコ芸能プロダクション代表取締役。
  - 部下の若宮 - 出口哲也
ニコニコ芸能プロダクション社員。
  - 五十嵐 - 桐山漣
ヘルタースケルターの副ヘッド。
  - 町田留美子 - 春木みさよ
リカの母。
- 第9話
  - 小杉 - 大河内浩
音羽ヶ丘少年刑務所・看守。かつて息子がいじめを苦に自殺したのをきっかけに、少年たちを強く憎み、囚人たちに過剰なまでに暴行を加える。後に亡くなった息子に同情した竹虎に諭され考えを改めるものの、それまでの行いが酷すぎたため、囚人から復讐を受けた。また、落合が大人を憎む原因を作り上げているため、この作品の真の元凶とも言える存在である。
- 第9話 - 第10話
  - 伊能孝義 - 姜暢雄
音羽ヶ丘少年刑務所・服役囚。以前、落合と同じ号にいた。落合が現在のような人間に変わったことを唯一知っている。
  - 若林 - 杉浦太雄
音羽ヶ丘少年刑務所・服役囚。以前、落合と同じ号にいた。
  - 不動 - 中川真吾
  - 舛田 - 藤間宇宙
  - 常盤遼子 - 井上和香
神奈川県警警務部監察官室・監察官（警視）。
- スペシャル1
  - 岩崎 - 加藤雅也（スペシャル2にも登場）
神奈川県警警視。竹虎の父とは同期。被疑者が未成年であろうと容赦しない。
  - 西嶋圭一 - 柄本佑
新たに発生した鬼神事件の被害者。
  - 藍川正雄 - 若葉竜也
事件の被疑者。過去の鬼神事件の影響で受験に失敗している。
- スペシャル2
  - 桐野弥生（30） - 加藤あい
神奈川県警捜査一課警部補。
捜査会議中に居眠りすることもあるが、ノンキャリアの叩き上げで岩崎警視も一目置くほどの高い推理力を持つ。
遠慮も容赦もせず、喧嘩は売るが媚は売らない一本気な性格。
尊敬する相手しか名前で呼ばない主義で、コンビを組む柴田のことも終盤まで名前で呼ばなかった。
ヘビースモーカーで愛用しているタバコの銘柄は「マルボロ」。
  - 五十嵐幻人（20） - 溝端淳平
南関東少年刑務所に収監されていた脱獄犯。5年前に爆破事件で11人の犠牲者を出している。爆破事件の容疑を被る。
  - 倉田孝弘
南関東少年刑務所に収監されていた脱獄犯。五十嵐と相部屋。竹虎が更生を呼び掛けていた少年の1人。

### 放送日程
※話数の表記は、オフィシャルサイトでは「第○話」（○内は算用数字）。
| 各話                                                       | 放送日        | サブタイトル | 演出     | 視聴率 |
| ---------------------------------------------------------- | ------------- | --- | -------- | ------ |
| 第1話                                                      | 2008年7月08日 | 童顔刑事 (秘)潜入捜査せよ                                                                                                | 佐藤祐市 | 13.0%  |
| 第2話                                                      | 7月15日       | 約束…君のために僕は飛ぶ                                                                                                  | 佐藤祐市 | 12.2%  |
| 第3話                                                      | 7月22日       | 裏切り 僕は絶対許さない!                                                                                                 | 石川淳一 | 13.4%  |
| 第4話                                                      | 7月29日       | 完結編 君が鬼神なんだね                                                                                                  | 石川淳一 | 14.0%  |
| 第5話                                                      | 8月05日       | 萌え〜メイド喫茶に(秘)潜入                                                                                               | 佐藤祐市 | 11.7%  |
| 第6話                                                      | 8月12日       | 復讐…涙あふれる最終対決                                                                                                  | 岩田和行 | 9.6%   |
| 第7話                                                      | 8月19日       | 悪魔の誘惑…必ず君を救う                                                                                                  | 石川淳一 | 13.7%  |
| 第8話                                                      | 8月26日       | 勇気…予測不能の脱出! | 佐藤祐市 | 11.3%  |
| 第9話                                                      | 9月02日       | 刑務所潜入…驚愕の計画!                                                                                                   | 岩田和行 | 12.1%  |
| 第10話                                                     | 9月09日       | 脱獄!チーム最大の危機!                                                                                                   | 石川淳一 | 11.6%  |
| 最終話                                                     | 9月16日       | 希望僕たちの未来へ… | 佐藤祐市 | 15.0%  |
| 平均視聴率 12.5%（視聴率は関東地区・ビデオリサーチ社調べ） |               | |          |        |
| 童顔刑事! 史上最大の危機スペシャル                         | 2009年5月09日 | あの童顔刑事が帰ってくる完全新作! 連続爆破とバスジャック同時発生 “僕は絶対君を守る” タイムリミットまで爆破回避できるのか | 佐藤祐市 | 15.1%  |
| さらば、童顔刑事スペシャル                                 | 2010年5月22日 | 刑務所爆破…仲間との悲しき別れ… 容疑者シバトラが逃亡する! 真犯人は警察内部に? 予測不能の最終決着                          | 佐藤祐市 | 9.3%   |

### 原作からの変更点
- 登場人物の年齢（キャスト参照）
- 竹虎らの管轄（原作：警視庁高円寺署、ドラマ：神奈川県警横浜みなみ署）
- 潜入捜査が本来違法であることが強調されており、作中での潜入捜査のほとんどは千葉の独断で行われている。

### 裏トラ
「シバトラ〜童顔刑事・柴田竹虎〜」のスピンオフドラマ。#0は無料配信、#1以降は毎週火曜日に本編放送終了後にネット配信（配信開始から1週間は無料、それ以降は有料）される。詳細はドラマオフィシャルサイトを参照。
| 話数                      | タイトル             | 演出     | 備考     |
| ------------------------- | -------------------- | -------- | -------- |
| #0                        | ラブレター           | 岩田和行 | 無料視聴 |
| #1                        | 歓迎会準備           | 岩田和行 | －       |
| #2                        | 秘密の任務           | 岩田和行 | －       |
| #3                        | アレ                 | 岩田和行 | －       |
| #4                        | 王子様               | 岩田和行 | －       |
| #5                        | 極秘ミッション       | 石川淳一 | －       |
| #6                        | 続・極秘ミッション   | 石川淳一 | －       |
| #7                        | アノ薬               | 岩田和行 | －       |
| #8                        | 麻薬撲滅キャンペーン | 岩田和行 | －       |
| #9                        | 夢?                  | 佐藤祐市 | －       |
| #10                       | 恋の予感?            | 岩田和行 | －       |
| #11                       | ヘルタースケルター   | 岩田和行 | －       |
| （#0は小池徹平が特別出演) |                      |          |          |

### スタッフ
- 脚本 - 武藤将吾
- 音楽 - 菅野祐悟
- 主題歌 - Every Little Thing「あたらしい日々」
- 原案協力:綱川順一、吉田武晴、松本則明(講談社「週刊少年マガジン」編集部)
- 企画 - 立松嗣章
- プロデュース - 稲田秀樹、柳川由起子
- 演出 - 佐藤祐市、石川淳一、岩田和行
- 撮影 - 川村明弘、福澤亮介
- 美術デザイン - 荒川淳彦
- 制作担当 - 碓井祐介（#1 - 11）、持田一政
- 演出補 - 日暮英典（#1 - 11）、淵上正人
- スケジュール - 吉田使憲（#1 - 11）、三木茂（SP2）
- 制作 - フジテレビ、共同テレビ

### 撮影協力（ロケ地など）
- 横浜市環境創造局神奈川水再生センター：横浜みなみ警察署
- Y'S GEAR「DSC11-GP700」：小次郎と白豚が乗っていたサイドカー
- 茨城県立竜ヶ崎第二高等学校：神奈川県立本牧高等学校
- 東京ジョイポリス

### 関連商品

#### シバトラ オリジナル・サウンドトラック

##### 収録曲
1. シバトラ Main Theme
  - 作曲:菅野祐悟、編曲:菅野祐悟
2. ハジマリ
  - 作曲:菅野祐悟、編曲:菅野祐悟
3. ・・・・
  - 作曲:菅野祐悟、編曲:菅野祐悟
4. ウラギリ
  - 作曲:菅野祐悟、編曲:菅野祐悟
5. シンソウ
  - 作曲:菅野祐悟、編曲:菅野祐悟
6. イバショ
  - 作曲:菅野祐悟、編曲:菅野祐悟
7. オニガミ
  - 作曲:菅野祐悟、編曲:菅野祐悟
8. シンジル
  - 作曲:菅野祐悟、編曲:菅野祐悟
9. タレコミ
  - 作曲:菅野祐悟、編曲:菅野祐悟
10. セツジツ
  - 作曲:菅野祐悟、編曲:菅野祐悟
11. ツナガリ
  - 作曲:菅野祐悟、編曲:菅野祐悟
12. エガオデ
  - 作曲:菅野祐悟、編曲:菅野祐悟
13. ヤンキー
  - 作曲:菅野祐悟、編曲:菅野祐悟
14. アイラブ
  - 作曲:菅野祐悟、編曲:菅野祐悟
15. ハッカー
  - 作曲:菅野祐悟、編曲:菅野祐悟
16. イイコト
  - 作曲:菅野祐悟、編曲:菅野祐悟
17. ドウガン
  - 作曲:菅野祐悟、編曲:菅野祐悟
18. シバトラ Main Theme Ballad Version
  - 作曲:菅野祐悟、編曲:菅野祐悟
19. あたらしい日々
  - 作曲:吉本絵里子、編曲:菅野祐悟